# Estação Cultura
No Brasil, as Estações Cultura se referem a algumas das antigas estações ferroviárias da região metropolitana do município de Campinas que foram convertidas em espaços culturais. Muitas delas abrigam agora museus, centros de artesanato e espaços culturais com biblioteca e auditório, dentre outras atrações, sendo a maioria administradas pela Prefeitura de cada cidade.

## Unidades
Dentre as estações ferroviárias convertidas, constam as estações de Americana, Artur Nogueira, Campinas, Hortolândia, Indaiatuba, Jaguariúna, Nova Odessa, Pedreira, Santa Bárbara d’Oeste e Valinhos.
- Estação Cultura (Campinas)